# Sapromyza fuscotestacea
Sapromyza fuscotestacea är en tvåvingeart som beskrevs av Zetterstedt 1849. Sapromyza fuscotestacea ingår i släktet Sapromyza och familjen lövflugor.
Artens utbredningsområde är Sverige. Inga underarter finns listade i Catalogue of Life.